# Kaj-Erik Eriksen
Kaj-Erik Eriksen (Vancouver, 15 de fevereiro de 1979) é um ator de TV canadense.
Eriksen ficou conhecido por sua atuação como Danny Farrell na série de TV The 4400, como Jeremy Peters na série de TV Boston Public e como o filho do personagem principal da série dos anos 90 The Commish. Ele também estrelou um episódio de Goosebumps e fez uma participação em um episódio de Are You Afraid of the Dark? (série) como Zeke.

## Filmografia
- The 4400, Danny Farrell (2004-)
- Boston Public, Jeremy Peters (2001-2002)
- Goosebumps, Billy Harlan (1995)
- The Commish, David Scali (1991-1995)